# گمینا اوسترودا
گمینا اوسترودا (به لهستانی:  Gmina Ostróda) یک گمینا در لهستان است که در شهرستان اوسترودا واقع شده‌است. گمینا اوسترودا ۴۰۱٫۰۶ کیلومتر مربع مساحت و ۱۵٬۵۰۱ نفر جمعیت دارد.